# Rio Novo (rio de Goiás)
O rio Novo é um curso de água que banha o estado de Goiás, no Brasil. Nasce no município de Rubiataba, próximo do distrito de Waldelândia, correndo de oeste para leste e desagua no rio São Patrício, na região denominada Cravari.